# Нена, Джейкоб
Дже́йкоб Не́на (англ. Jacob Nena; 10 октября 1941, Lelu, Косрае, Федеративные Штаты Микронезии — 6 июля 2022, Сакраменто, Калифорния, США) — политический деятель Федеративных Штатов Микронезии, четвёртый Президент Федеративных Штатов Микронезии с 1997 по 1999 год и четвёртый Вице-президент Федеративных Штатов Микронезии с 1991 по 1996 год. Ранее Нена был губернатором штата Косраэ с 1979 по 1983 год, он был первым избранным губернатором в штате Косраэ.
Был женат, имел девять детей.